# Пулемёт Максима образца 1910 года
Пулемёт Ма́ксима образца 1910 года (Индекс ГРАУ — 56-П-421) — вариант пулемёта Максим, широко использовавшийся российской и Красной армиями во время Первой мировой и Второй мировой войн. Пулемёт использовался для поражения открытых групповых целей и огневых средств противника на расстоянии до 1 км.

## История
После успешной демонстрации пулемёта в Швейцарии, Италии и Австро-Венгрии Хайрем Максим приехал в Россию с показательным образцом пулемёта .45 калибра (11,43 мм).
В 1887 году прошли испытания пулемёта Максима под 10,67-мм патрон винтовки Бердана с дымным порохом.
8 марта 1888  года из него стрелял император Александр III. После испытаний, представители русского военного ведомства заказали Максиму 12 пулемётов обр. 1895 года под 10,67-мм патрон винтовки Бердана.
Поставлять пулемёты Максима в Россию начало предприятие «Vickers, Sons & Maxim». Пулемёты были доставлены в Санкт-Петербург в мае 1899 года. Новым оружием заинтересовался и российский военный флот, он заказал ещё два пулемёта для проведения испытаний.
В дальнейшем винтовка Бердана была снята с вооружения, и пулемёты Максима были переделаны под 7,62-мм патрон русской винтовки Мосина. В 1891—1892 гг. для испытаний были закуплены пять пулемётов под патрон 7,62х54 мм.
Для повышения надёжности работы автоматики 7,62-мм пулемёта в конструкцию был введён «дульный ускоритель» — устройство, предназначенное для использования энергии пороховых газов, чтобы увеличить силу отдачи. Передняя часть ствола была утолщена для увеличения площади дульного среза а затем к водному кожуху был присоединён колпачок-надульник. Давление пороховых газов между дульным срезом и колпачком действовало на дульный срез ствола, толкая его обратно и помогая ему быстрее откатываться назад.
В 1901 году 7,62-мм пулемёт Максима на колёсном лафете английского образца был принят на вооружение сухопутных войск, в течение этого года в русскую армию поступило первые 40 пулемётов Максима. В целом, в течение 1897—1904 годов был закуплен 291 пулемёт.
Пулемёт (масса которого на тяжёлом лафете с большими колёсами и большим бронещитом составляла 244 кг) отнесли в подчинение к артиллерии. Пулемёты планировалось использовать для обороны крепостей, для отражения огнём с заранее оборудованных и защищённых позиций массированных атак пехоты противника. Этот подход может вызвать недоумение: ещё в ходе франко-прусской войны французские митральезы, применённые на артиллерийский манер, то есть батареями, были подавлены прусским контрбатарейным огнём ввиду очевидного превосходства артиллерии над малокалиберным оружием по дальнобойности.
В марте 1904 года был подписан контракт о производстве пулемётов Максима на Тульском оружейном заводе. Стоимость производства тульского пулемёта (942 рубля + 80 фунтов стерлингов комиссионного вознаграждения фирме «Виккерс», всего около 1700 рублей) была дешевле, чем стоимость приобретения у англичан (2288 рублей 20 копеек за пулемёт). В мае 1904 года на Тульском оружейном заводе началось серийное производство пулемётов.

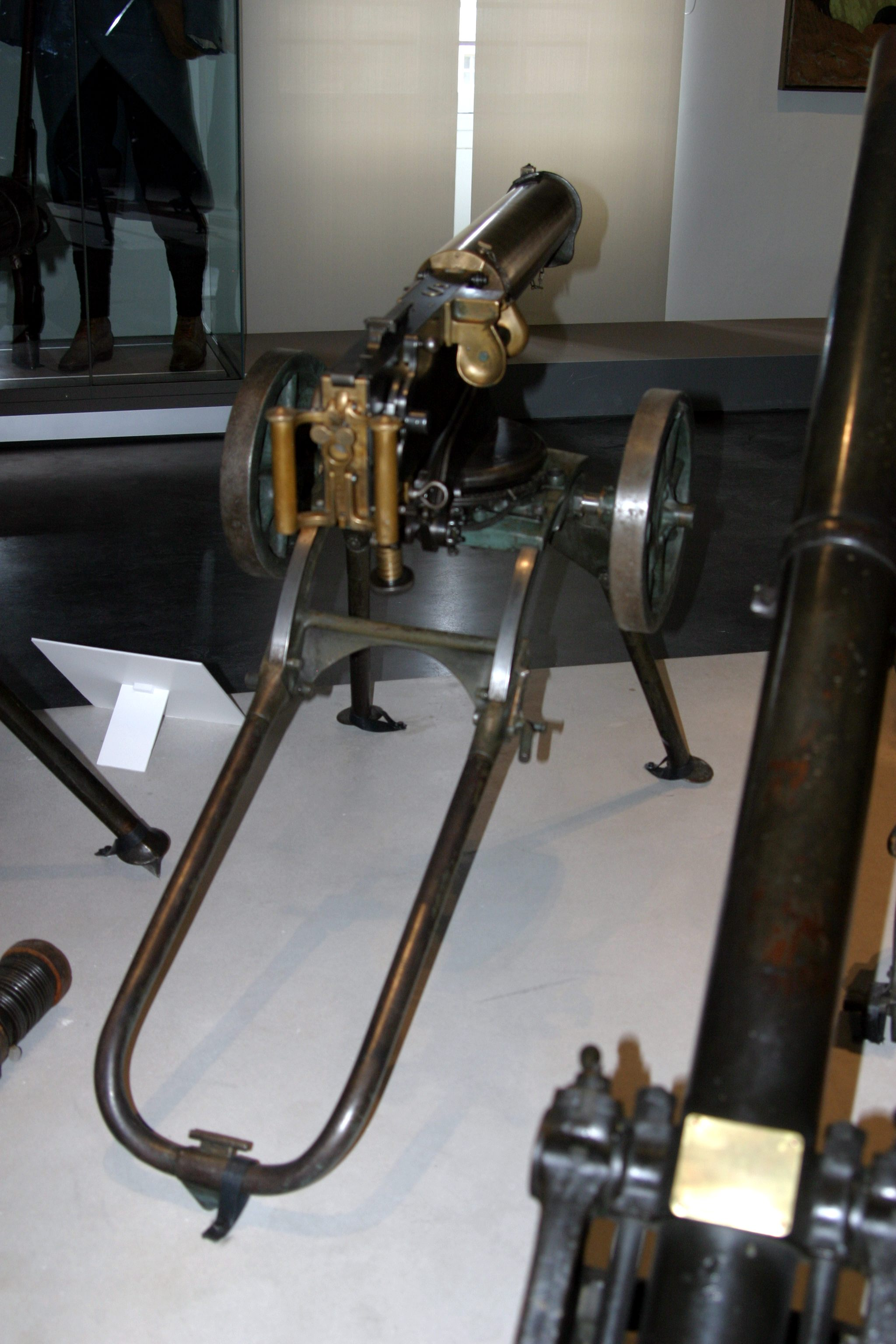
3-лин. пулемёт Максима обр. 1905 г. (опознаётся по громоздкой бронзовой коробке приёмника с катушкой) на станке Соколова обр. 1909 г. (раннем, с передними сошками), парижский Музей армии

В начале 1909 года Главное артиллерийское управление объявило конкурс на модернизацию пулемёта, в результате которого в августе 1910 года на вооружение был принят модифицированный вариант пулемёта: 7,62-мм пулемёт Максима образца 1910 года, прошедший модернизацию на Тульском оружейном заводе под руководством штаб-офицера по технической части П. П. Третьякова, мастеров И. А. Пастухова и И. А. Судакова. Был уменьшен вес тела пулемёта и изменены некоторые детали: ряд деталей из бронзы заменили на стальные, прицельные приспособления изменили для соответствия баллистике патрона с остроконечной пулей образца 1908 года, изменили приёмник, чтобы он подходил под новый патрон, а также расширили отверстие втулки надульника. Английский колёсный лафет был заменён на облегченный колёсный станок А. А. Соколова, броневой щит английского образца — на бронещит уменьшенных размеров. Кроме того, А. А. Соколов спроектировал патронные коробки, двуколку для перевозки патронов, герметичные цилиндры для ящиков с патронами. По виккерсовской лицензии также был введён характерный гофрированный кожух водяного охлаждения ствола.
Пулемёт Максима обр. 1910 года со станком весил 62,66 кг (а вместе с жидкостью, заливаемой в кожух для охлаждения ствола — 67,6 кг).

## Механизм

Дульный ускоритель

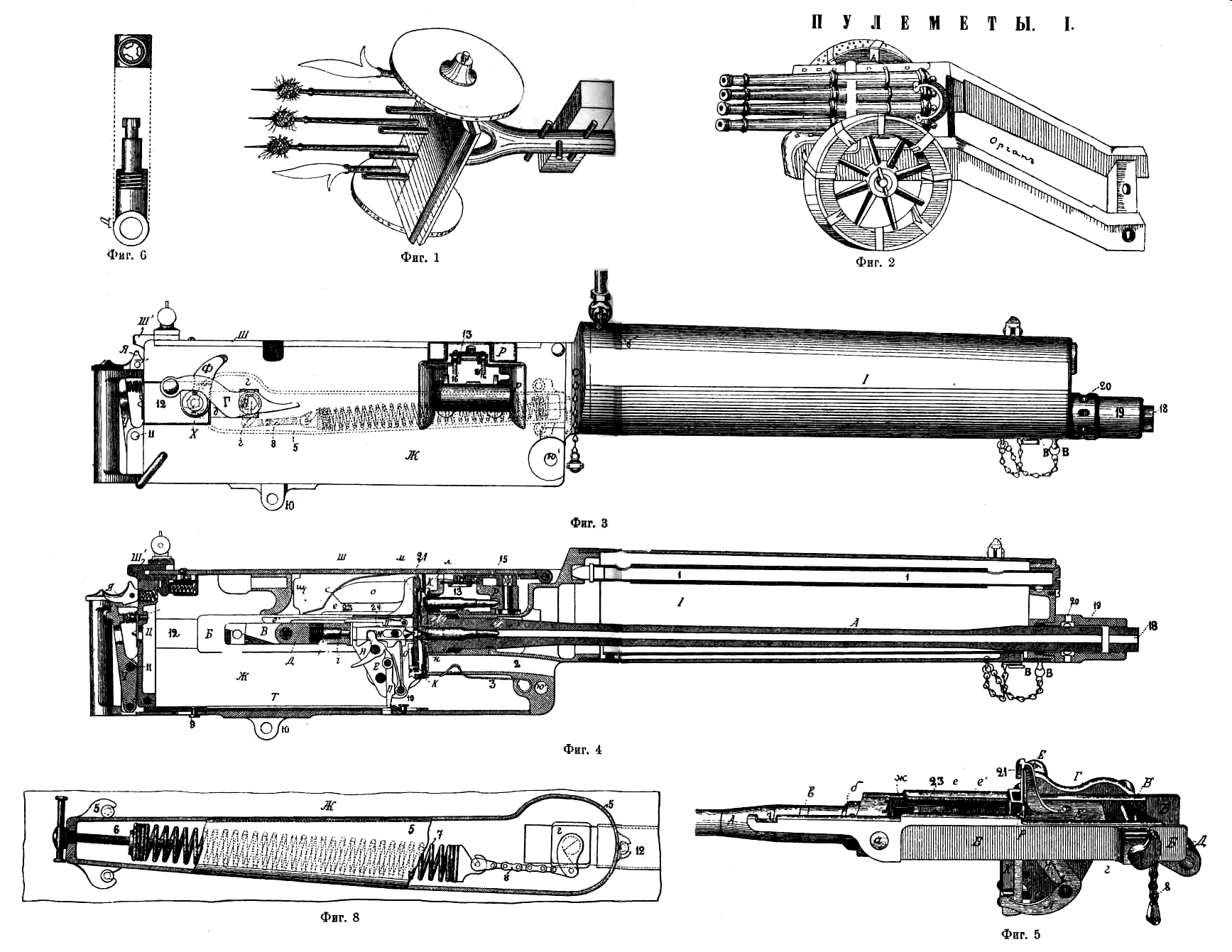
Механизм пулемёта

Автоматика пулемёта работает на принципе использования отдачи ствола.
Устройство пулемёта Максима: ствол покрыт снаружи тонким слоем меди для предохранения от ржавчины. На ствол надет кожух, наполняемый водой для охлаждения ствола. Вода наливается по трубке, соединенной с кожухом патрубком с краном. Для выпуска воды служит отверстие, закрытое навинчивающейся пробкой. В кожухе имеется пароотводная труба, по которой из него выходит пар при стрельбе через отверстие в дульной части (закрыто пробкой). На трубку надета короткая, подвижная трубка. При углах возвышения она опускается и закрывает нижнее отверстие трубки, вследствие чего вода не может попасть в эту последнюю, а пар, скопившийся в верхней части кожуха, будет входить через верхнее отверстие в трубку и далее выйдет по трубке наружу. При углах склонения произойдет обратное. Для намотки переднего и заднего сальников используют скрученную асбестовую нить, пропитанную ружейной смазкой.

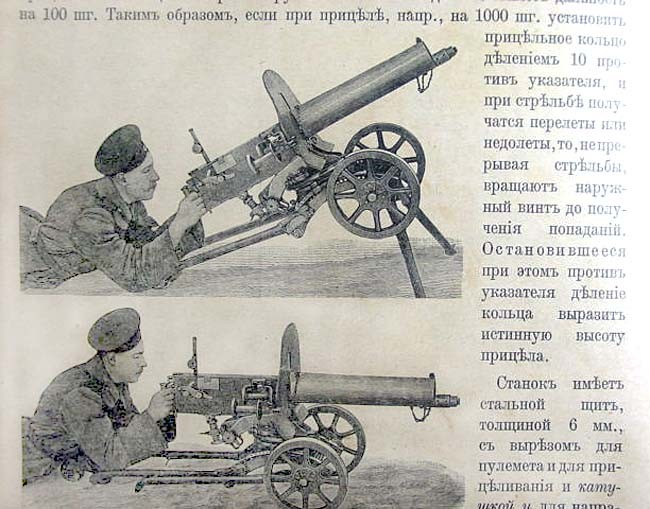

К стволу присоединена рама (рис. 4, 5), состоящая из двух планок. Передними концами она надета на цапфы а ствола, а задними концами на цапфы мотыля. Мотыль соединен шарниром с шатуном, а этот последний с замком. К остову (рис. 4, 5, 7) замка, имеющему две щеки, прикреплены на шпильках снаружи: замочные рычаги, коленчатые рычаги; внутри — нижний спуск, ладыжка, курок, предохранительный спуск с его пружиной и боевая пружина. На переднюю часть замка надета боевая личинка так, что она может перемещаться вверх и вниз относительно его. Движение её вверх ограничено выступом, а вниз — стержнем. Головка замочных рычагов И надевается на передний конец шатуна (рис. 6) и при поворачивании её на 60° относительно шатуна три секторных выступа его заходят за соответствующие выступы головки замочных рычагов. Таким образом замочные рычаги, а следовательно, и замок, будут связаны с шатуном. Замок может скользить своими выступами к вдоль рамы в пазах её, образованных ребрами. Выступы рамы (рис. 3, 4, 5) входят в прорези на боковых стенках короба. Эти прорези Д закрыты планками. Проушины на коробе служат для укрепления пулемёта на лафете. Боковые стенки и дно короба составляют одно целое. На внутренней стороне этих стенок короба в начале и в конце их имеются пазы в виде хвоста ласточки. В передние вдвигается соответствующими выступами передняя стенка короба, составляющая одно целое с кожухом, а в задние — затыльник. Передняя стенка имеет два сквозных канала. В верхний вставлен ствол, а через нижний проходят стрелянные гильзы, причем пружина препятствует гильзам падать внутрь короба. К затыльнику прикреплен осью спусковой рычаг, нижний конец которого связан шарниром с тягой. Спусковая тяга укреплена на дне короба двумя заклепками и так, что может немного перемещаться вдоль короба. Короб закрыт откидной крышкой Ш с защелкой Ш. Крышка имеет пресс, который не позволяет замку E подняться вверх, когда он своими ребрами к выйдет из пазов при отходе ствола назад. На левой боковой стенке короба (рис. 3, 8) укреплена на шипах коробка. С передней стенкой её соединена винтом 6 спиральная (возвратная) пружина 7. Винт 6 служит для регулирования степени натяжения пружины. Другой конец её захватывает своим крючком за цепочку, а эта последняя в свою очередь связана с эксцентрическим приливом мотыля В (рис. 5). Приемник (рис. 3, 4, 11) вставлен в прорези на боковых стенках короба. Он имеет ползун с двумя пальцами и с пятой. На пяту надет коленчатый рычаг, другой конец которого заходит в вырез рамы (рис. 5). Внизу приёмника (рис. 11) укреплены ещё два пальца, имеющие, как и верхние, пружины.

### Действие пулемёта
Действие автоматики пулемёта основано на отдаче затвора и сцепленного с ним ствола под давлением пороховых газов. Откатившись на некоторое расстояние, затвор и ствол расцепляются и движутся независимо друг от друга.
В положении на рис. 4 пулемёт готов для стрельбы. Чтобы произвести выстрел, надо поднять предохранительный рычаг Я и нажать на верхний конец спускового рычага. Тогда тяга отойдет назад и своим выступом повернет нижний спуск П, который освободит лодыжку. Курок, не удерживаемый более лодыжкой, под действием боевой пружины О двинется вперед и разобьет капсюль патрона (рис. 10). Пуля вылетает из ствола через отверстие стальной пробки надульника. Пороховые газы оттолкнут ствол с рамой назад и выйдут через отверстия надульника. Для увеличения энергии отдачи служит надульник, а также ствол в дульной части утолщен. Мотыль В упирается в ребро и не может подняться вверх, поэтому замок при таком положении мотыля будет двигаться только вместе с рамой и стволом назад. Если бы после выстрела замок был сразу отброшен пороховыми газами от ствола, гильза патрона была бы разорвана.
Пружина, в отличие от большинства систем, работает на растяжение, а не на сжатие. Ствол с хвостовиком после этого останавливается, а соединенный с рычажной парой затвор («замок») продолжает движение назад, одновременно извлекая новый патрон из ленты и стреляную гильзу из ствола. При накате подвижной системы вперед новый патрон снижается на линию ствола и досылается в патронник, а стреляная гильза подается в гильзовыводящий канал, расположенный ниже ствола. Стреляные гильзы выбрасываются из оружия вперед, под стволом. Для реализации такой схемы подачи зеркало затвора имеет Т-образный вертикальный паз для фланцев гильз, и в процессе отката-наката перемещается вниз и вверх соответственно.

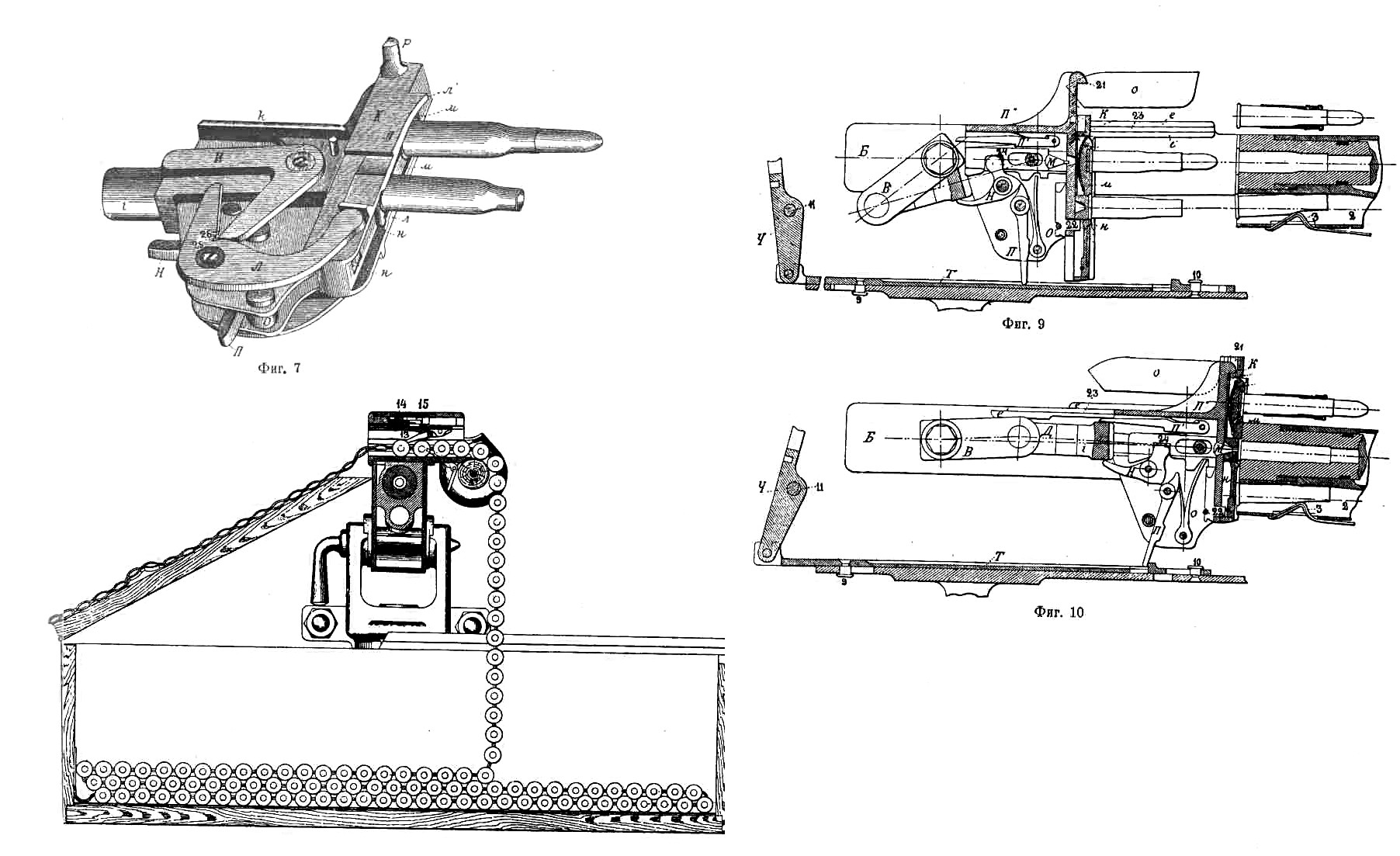
Механизм пулемёта

При движении ствола с рамой назад происходит следующее: рукоятка Г мотыля (рис. 3) скользит по ролику Х (укреплен на оси правой планки 12) и благодаря своему очертанию опустит мотыль вниз. Это движение мотыля заставит замок ускорить своё движение относительно рамы, при этом замок будет скользить вдоль рамы ребрами к (рис. 4, 5, 7, 9, 10) в пазах 23 и отделится от ствола. Боевая личинка К держит патроны, находящиеся в патроннике ствола и в приемнике, захватывая своими ребрами Л за закраины патронов. В момент отдачи боевая личинка вытаскивает патрон из приемника и, когда замок отделяется от ствола, стреляную гильзу из патронника. Патрон и гильза удерживаются в соответствующих местах личинки защелками М и Н с пружинами и не могут опуститься относительно неё. При опускании мотыля головка I замочных рычагов нажимает на ладыжку, а эта последняя отведет курок назад. Предохранительный спуск П под действием его пружины заскакивает своим выступом за выступ 24 курка. Ладыжка удерживается в отведенном положении нижним спуском пулемёт. Боевая личинка, скользя по выступам О боковых стенок короба своими выступами Р, к концу движения будет опускаться вниз вследствие собственной тяжести и под действием пружин С, укрепленных на крышке короба, пока её выступы Р не лягут на ребра Е рамы. В таком положении боевой личинки новый патрон будет находиться против патронника, а гильза против выводного канала 2. При движении рамы назад спиральная пружина 7 растягивается и, когда мотыль поворачивается, цепочка 8 навивается на эксцентрический прилив мотыля. Рама при движении назад своим вырезом 17 (рис. 5) поворачивает коленчатый рычаг 15 (рис. 11) так, что ползун 13 отходит вправо и его верхние пальцы 16 заходят за следующий патрон.

### Схема питания

Когда отдача окончилась, спиральная пружина 7 сжимается и возвращает раму со стволом в первоначальное положение. Рукоятка Г, скользя по ролику X, поворачивает мотыль, отчего замок подходит к стволу, новый патрон попадает в патронник, а гильза в выводной канал. Коленчатый рычаг 15, поворачиваясь, продвигает в приемник ползун 13, а этот последний своими пальцами 16 подвинет ленту влево, так что новый патрон попадает в гнездо приемника Р. Перед концом движения замка Е замочные рычаги И, нажимая на вырезы 25 (рис. 7), поворачивают коленчатые рычаги Л, вследствие чего боевая личинка поднимается в своё верхнее положение и будет удерживаться в нём пружиной Ж (рис. 5). Боевая личинка, поднимаясь, захватит ребрами Л за закраину нового патрона, лежащего в приемнике, и он удерживается защелкой М, а находящийся теперь в патроннике защелкой Н. Замочные рычаги при дальнейшем движении замка заскакивают во второй вырез 26 коленчатых рычагов и, нажимая на эти последние, дошлют замок вплотную к стволу. При окончании движения мотыля головка I замочных рычагов (рис. 4) поднимет конец предохранительного спуска и освободит курок, который удерживается теперь во взведенном положении только нижним спуском. В то же время рукоятка Г (рис. 3) заскакивает за уступ задержки Ф и не может поэтому отразиться вперед. Нажимая на конец спускового рычага, вновь произведем выстрел. При непрерывном выжимании — стрельба будет продолжаться также непрерывно. Баллистические данные пулемёта почти те же, что и ружья.
Патроны вставляются в гнезда патронных (парусиновых) лент, по 450 штук в каждую. Лента укладывается в патронный ящик (рис. 11). Скорость стрельбы — до 600 выстрелов в минуту. Ствол во время стрельбы сильно нагревается и после 600 выстрелов вода в кожухе закипает. В зимнее время рекомендовалось вместо воды использовать жидкости состоящие из глицерина и воды в соотношении 50/50 при температуре до 30 °C и 60/40 при температурах ниже 30 °C. Морскую воду или воду из соленых озёр применять не разрешалось (таким образом можно поставить под сомнение некоторые мифы про заливание мочи в кожух при отсутствии воды, хотя исключать всякого рода самодеятельность невозможно). Если не было глицерина, можно было пользоваться глицериновыми жидкостями Стеол и Стеол М, которые применяются в противооткатных устройствах артиллерийских систем. Водой эти жидкости разбавлять не требовалось. В крайнем случае можно было применять охлаждающую смесь воды и спирта в соотношении 65/35. При температуре ниже минус 30° С содержание спирта в смеси следовало увеличить до 50 %. К недостаткам надо отнести сложность механизма и большое число мелких частей, вследствие чего возможны задержки во время стрельбы от их неисправного действия. Надульник после большого числа выстрелов засоряется мелкими частицами оболочки пуль, вылетающими вместе с пороховыми газами, и препятствует движению ствола.

## Боевое использование в Первой мировой войне

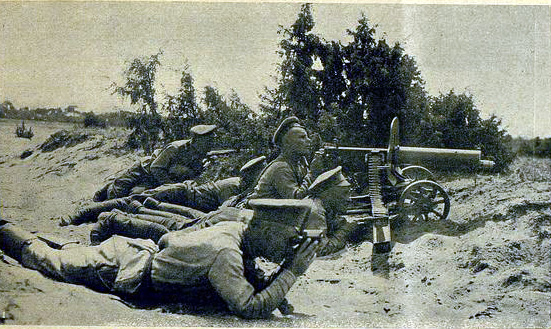
Пулемёт Максима в действии (1916—1917)

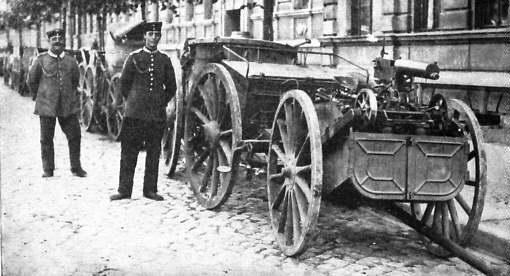
Трофейные русские пулемёты Максима обр. 1910 г. на конном лафете в Берлине

Пулемёт Максима был единственным образцом пулемёта, выпускавшегося в Российской империи во время Первой мировой войны. Ко времени объявления мобилизации, в июле 1914 г. на вооружении русской армии насчитывалось 4157 пулемётов (для удовлетворения плановой потребности войск не хватало 833 пулемёта). При этом Россия опережала все европейские армии по количеству пулеметов на дивизию: Россия — 32 пулемета, Англия, Франция, Германия, Австро-Венгрия — по 24, США — 18, Италия — 8. Однако в ходе Первой мировой войны ситуация кардинально поменялась.
После начала войны, русское военное министерство отдало распоряжение увеличить выпуск пулемётов, но справиться с задачей снабжения армии пулемётами было очень трудно, так как в России пулемёты изготовлялись в недостаточном количестве, а все заграничные пулемётные заводы были загружены до предела. В целом, в ходе войны российская промышленность выпустила для армии 27 571 пулемёт (828 шт. во втором полугодии 1914 года, 4 251 шт. — в 1915 году, 11 072 шт. в 1916 году, 11 420 шт. — в 1917 году), но объёмы производства были недостаточными и не могли обеспечить потребности армии.
В 1915 году приняли на вооружение и начали выпуск упрощенного пулемётного станка системы Колесникова обр.1915 года.

## Боевое использование в Гражданской войне

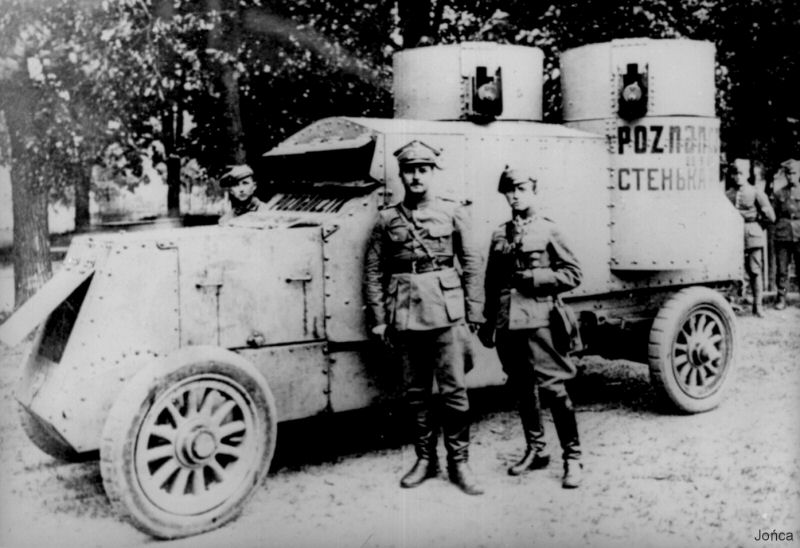
Бронеавтомобиль Остин-Путиловец с установленными в башнях пулемётами Максима обр. 1910 года.

В период гражданской войны пулемёт Максима обр. 1910 года являлся основным типом пулемёта Красной Армии. Помимо пулемётов со складов русской армии и трофеев, захваченных в ходе боевых действий, в 1918—1920 годы на оружейных заводах Советской России для РККА было выпущено 21 тыс. новых пулемётов обр. 1910 года, ещё несколько тысяч было отремонтировано
В Гражданской войне получила распространение тачанка — рессорная повозка с пулемётом, направленным назад, которая использовалась как для передвижения, так и для ведения огня непосредственно на поле боя. Особой популярностью тачанки пользовались у махновцев.

### В 1920—1930-е годы в СССР

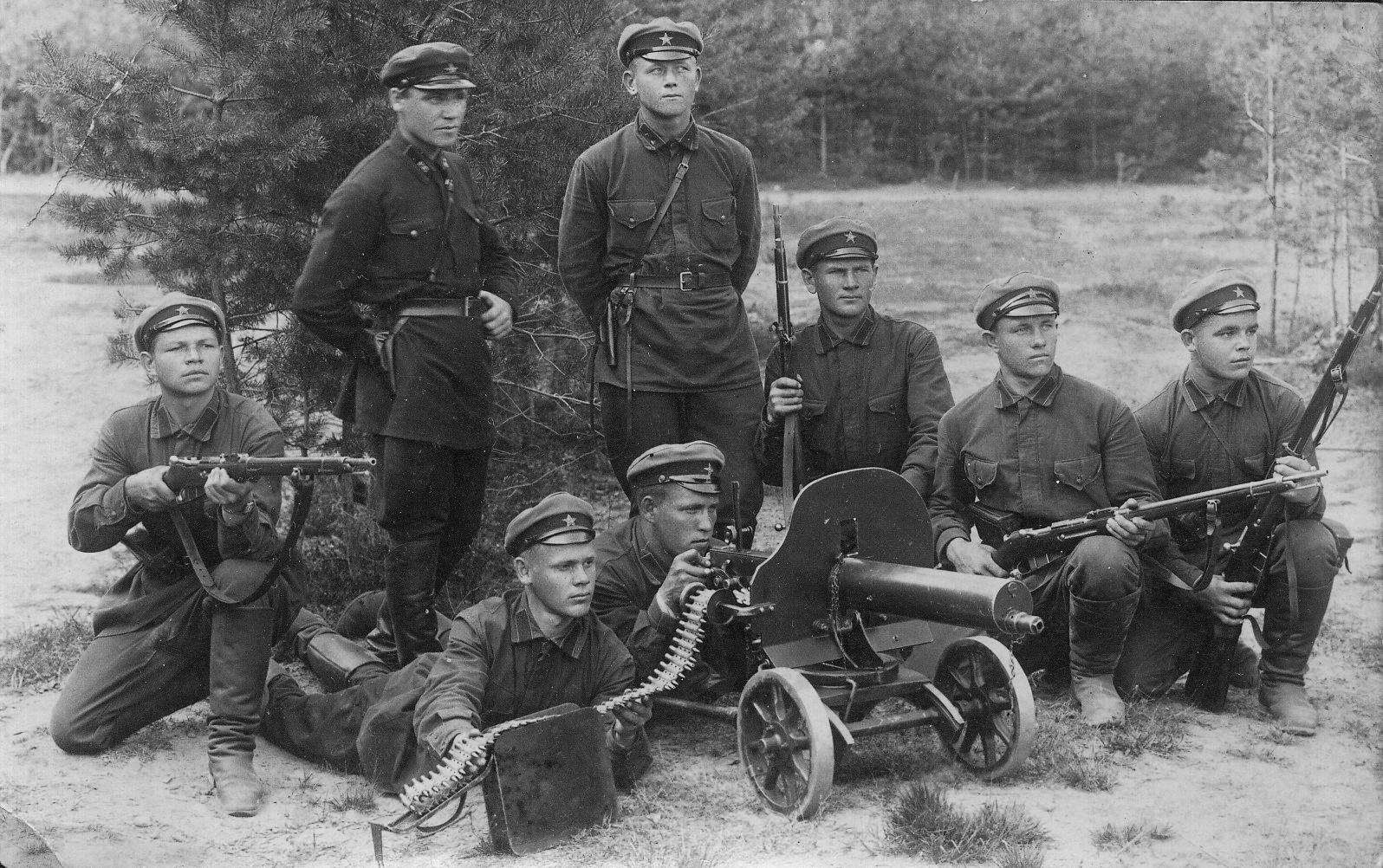
Бойцы и командиры РККА с пулемётом Максима, конец 1920-х — начало 1930-х

В 1920-е годы на основе конструкции пулемёта в СССР были разработаны новые образцы оружия: ручной пулемёт Максима-Токарева и авиапулемёт ПВ-1.
В 1928 году была разработана и принята на вооружение зенитная тренога образца 1928 года системы М. Н. Кондакова. Кроме того, в 1928 году началась разработка счетверённых зенитно-пулемётных установок пулеметов Максима. В 1929 году на вооружение РККА был принят зенитный кольцевой прицел обр. 1929 года.
В 1930 году разработана и принята на вооружение спаренная зенитная пулеметная установка образца 1930 года с зенитным прицелом обр. 1929 года.
В 1931 году принята на вооружение счетверенная зенитная пулеметная установка пулеметов Максима М4 образца 1930 года с кольцевым зенитным прицелом.
В 1935 году были установлены новые штаты стрелковой дивизии РККА, в соответствии с которыми количество станковых пулемётов Максима в дивизии было несколько уменьшено (с 189 до 180 шт.), а количество ручных пулемётов — увеличено (с 81 шт. до 350 шт.)
В 1938 году была разработана пулемётная установка для установки пулемёта «Максим» в кузов бортовой автомашины, которая представляла собой крепившуюся к кузову болтами сварную конструкцию из металлических труб и деревянный стол на амортизационных пружинах, на который устанавливался пулемёт «Максим» обр. 1910/30 г. на пехотном колёсном станке. В декабре 1938 года, после завершения испытаний, пулемётная установка была рекомендована для использования в автобронетанковых подразделениях РККА (но при переоборудовании грузовика в кузове автомашины было рекомендовано устанавливать сиденья для пулемётного расчёта).
Стоимость одного пулемёта «Максим» на станке Соколова (с комплектом ЗИП) в 1939 году составляла 2635 рублей; стоимость пулемёта «Максим» на универсальном станке (с комплектом ЗИП) — 5960 рублей; стоимость 250-патронной ленты — 19 рублей
Весной 1941 года, в соответствии со штатом стрелковой дивизии РККА № 04/400-416 от 5 апреля 1941 г., штатное количество станковых пулемётов «Максим» было уменьшено до 166 шт., а количество зенитных пулемётов — увеличено (до 24 7,62-мм комплексных счетверённых зенитно-пулемётных установок М4 и 9 12,7-мм пулемётов ДШК).

### Пулемёт Максима обр. 1910/1930 года
В ходе боевого применения пулемёта Максима стало ясно, что в большинстве случаев огонь ведётся на дистанции от 800 до 1000 метров, а на такой дальности нет заметного отличия в траектории легкой и тяжёлой пуль.
В 1930 году пулемёт был вновь модернизирован. Модернизацию провели П. П. Третьяков, И. А. Пастухов, К. Н. Руднев и А. А. Троненков. В конструкцию были внесены следующие изменения:
- установлен откидной затыльник, в связи с чем изменились правая и левая задвижки и соединение спускного рычага и тяги[9]
- предохранитель перенесен на спусковой крючок, что избавило от необходимости действовать двумя руками при открытии огня
- установлен указатель натяжения возвратной пружины
- изменён прицел, введена стойка и хомутик с защелкой, на целике боковых поправок увеличена шкала[9]
- появился буфер — держатель для щита, прикрепленный к кожуху пулемёта
- введен отдельный боек к ударнику
- для стрельбы на дальние дистанции и с закрытых позиций введена тяжелая пуля обр. 1930 года, оптический прицел и угломер — квадрант[9]
- для большей прочности кожух ствола выполняется с продольным рифлением

Модернизированный пулемёт получил название «7,62 станковый пулемёт системы Максима образца 1910/30 года». В 1931 году были разработаны и приняты на вооружение более совершенный универсальный пулемётный станок обр.1931 года системы С. В. Владимирова и станок ПС-31 для долговременных огневых точек.
В 1930-е годы под руководством С. А. Иваненко был разработан дистанционно управляемый вариант пулемёта Максим с управлением по проводам.
В 1936 году инженером М. И. Поповым была разработана система «Луч», которая обеспечивала возможность ведения огня из пулемёта Максима на станке Соколова по заранее заданному рубежу с автоматическим горизонтальным рассеиванием. В январе-марте 1937 года система «Луч» была испытана на Научно-испытательном полигоне стрелкового вооружения РККА.
К концу 1930-х годов конструкция пулемёта была морально устаревшей, прежде всего из-за большого веса и размера.
22 сентября 1939 года на вооружение РККА был принят «7,62-мм станковый пулемёт обр. 1939 г. ДС-39», который предназначался для замены пулемётов Максима. Однако эксплуатация ДС-39 в войсках выявила недостатки конструкции, а также ненадёжность функционирования автоматики при использовании патронов с латунной гильзы (для надёжного функционирования автоматики ДС-39 требовал патроны со стальной гильзой).
В ходе финской войны 1939—1940 гг. боевые возможности пулемёта Максима пытались повысить не только конструкторы и производители, но и непосредственно в войсках. В зимнее время пулемёт устанавливали на лыжи, санки или лодки-волокуши, на которых пулемёт перемещали по снегу и с которых при необходимости вели огонь. Кроме того, зимой 1939—1940 года были отмечены случаи, когда посаженные на броню танков пулемётчики устанавливали пулемёты Максима на крыши танковых башен и вели огонь по противнику, поддерживая наступающую пехоту.
В 1940 году в кожухе водяного охлаждения ствола для быстрой смены воды, водоналивное отверстие малого диаметра было заменено широкой горловиной. Это нововведение было позаимствовано у финского Максима (Maxim M32-33) и позволяло решить проблему отсутствия у расчёта доступа к охлаждающей жидкости в зимнее время, теперь кожух можно было наполнять льдом и снегом.
После начала Великой Отечественной войны, в июне 1941 года ДС-39 был снят с производства и предприятиям было приказано восстановить свёрнутое производство пулемётов Максима.
В июне 1941 года на Тульском оружейном заводе под руководством главного инженера А. А. Троненкова инженеры И. Е. Лубенец и Ю. А. Казарин начали заключительную модернизацию (с целью повысить технологичность производства), в ходе которой «Максим» был оснащён упрощённым прицельным приспособлением (с одной прицельной планкой вместо двух, которые раньше заменялись в зависимости от стрельбы легкой или тяжёлой пулей), со станка пулемёта было снято крепление для оптического прицела.

## Пулемёт Максима как средство войсковой ПВО

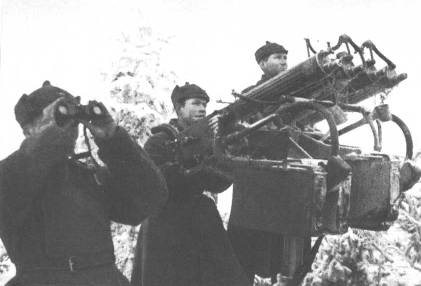
Счетверённая зенитно-пулемётная установка образца 1931 года

На основе конструкции пулемёта были разработаны одиночные, спаренные и счетверённые зенитные пулемётные установки, которые были самым распространённым оружием армейской ПВО. Например, счетверённая зенитно-пулемётная установка М4 образца 1931 года отличалась от обычного пулемёта Максима наличием устройства принудительной циркуляции воды, большей ёмкостью пулемётных лент (на 500 патронов вместо обычных 250) и зенитным кольцевым прицелом. Установка предназначалась для ведения огня по самолётам противника (на высотах до 1400 м при скорости до 500 км/ч). Установка М4 широко применялась в качестве стационарной, корабельной, устанавливалась в кузовах автомашин, на бронепоездах, мотоброневагонах Кировского завода, железнодорожных платформах, крышах зданий.
Спаренные и счетверённые установки пулемётов Максима успешно использовались также для ведения огня по наземным целям (в частности, для отражения пехотных атак противника). Так, в ходе финской войны 1939—1940 годов части 34-й танковой бригады РККА, попавшие в окружение в районе Лемитте-Уомас успешно отбили несколько атак финской пехоты, используя в качестве подвижных огневых точек две спаренные установки зенитных пулемётов Максима, установленные на полуторках.

## Применение в Великой Отечественной войне

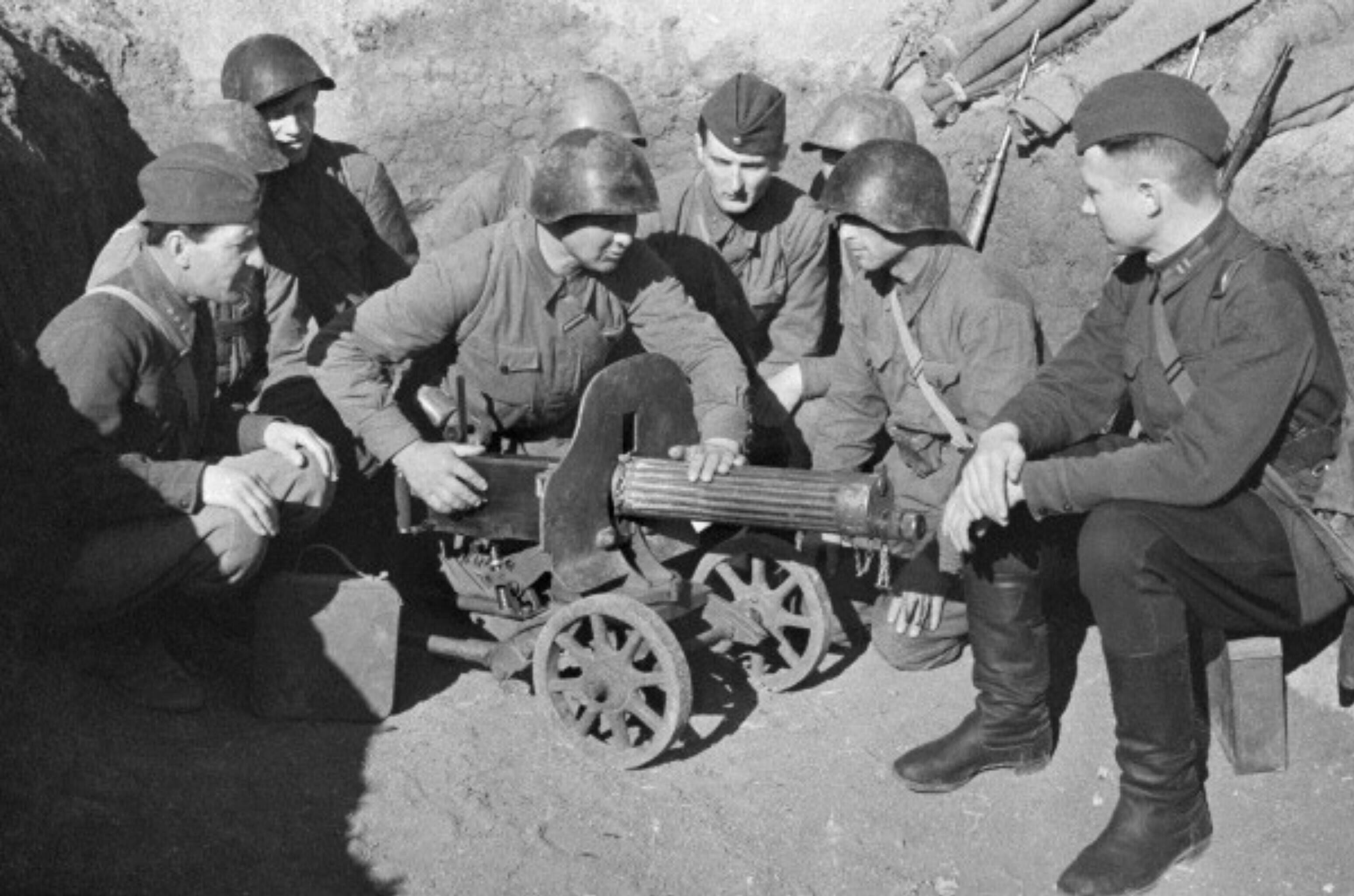
Крымский фронт, 1942

Пулемёт Максима активно применялся в Великой Отечественной войне. Он находился на вооружении стрелковых и горнострелковых частей, пограничников, флота, устанавливался на бронепоезда, джипы «Виллис» и ГАЗ-64.
В мае 1942 года по распоряжению наркома вооружения СССР Д. Ф. Устинова объявлен конкурс на разработку нового станкового пулемёта для РККА (на замену пулемёту Максима обр.1910/30 г.), работы по снижению массы пулемёта продолжались и в последующем: в 43-й стрелковой дивизии Ленинградского фронта (воевавшей в лесной и болотистой местности) разработана лёгкая тренога для пулемёта «максим» массой 5,6 кг, которая выпускалась для войск Ленинградского фронта, в 1944 году в 18-й армии разработана улучшенная тренога для пулемёта «Максим».

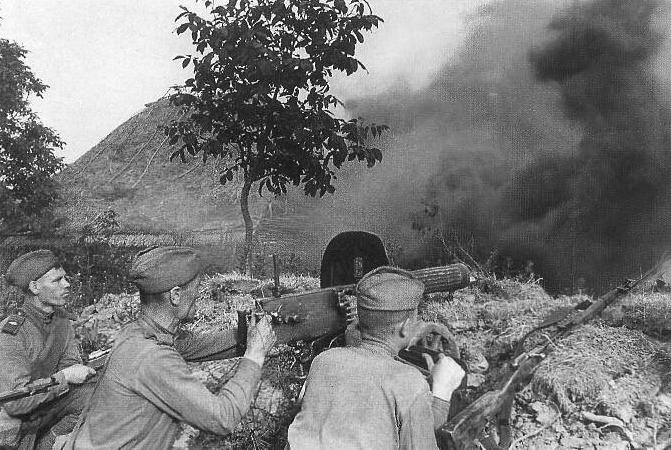
Расчёт пулемёта Максима ведёт огонь по врагу. Курская битва

15 мая 1943 года на вооружение РККА принят станковый пулемёт системы Горюнова СГ-43 с воздушной системой охлаждения ствола, который начал поступать в войска в июне 1943 года. Но пулемёт Максима оставался основным станковым пулемётом Красной Армии до завершения войны и продолжал выпускаться предприятиями в структуре Народного комиссариата вооружения — на заводе № 74 и заводе № 524 в Ижевске, заводе № 535 и заводе № 536 в Туле, заводе № 66 и заводе № 385 в Златоусте, заводе № 106 в Хабаровске.
Пулемётные ленты «Максима» изготовлялись артелью «Спайка» УПК при СНК РСФСР в Сивцевом Вражке в Москве, фабрикой им. Розы Люксембург НКЛП в Киеве.
Крупнейшим производителем пулемётов был Тульский оружейный завод (ТОЗ, завод № 536 в СССР), обеспечивавший ещё в довоенное время показатели производства по 8637 пулемётов Максима в год (1933). Показатели производства пулемётов Максима доходили до 4900 в месяц на декабрь 1944 года. В январе 1945 года Председатель ГКО И. В. Сталин отдал распоряжение сократить производство пулемётов Максима до 1000 в месяц. Ижевск стал крупнейшим производителем военного времени — около 77 000 пулеметов, произведенных там на конец Второй Мировой Войны. К апрелю 1945 года на Тульском оружейном заводе изготовлено около 51 000 пулеметов. Ленинградский завод №810 им. Макса Гельца изготовил 7042 пулемета, завершив производство в июле 1944-го года..

## Послевоенный период

### Российско-украинский конфликт
Зафиксировано использование пулемёта силами самопровозглашённых формирований ЛНР и ДНР в войне 2014-2022 гг.
Пулемет также был возвращён на вооружение сил украинской территориальной обороны во время российского вторжения 2022 года. По состоянию на февраль 2022 года на складах украинской армии находилось около 35 тыс. пулеметов M1910 производства 1920-1950 гг. Отмечается высокая эффективность пулемёта в оборонительных боях. Модифицированный пулемёт с коллиматорным прицелом обеспечивает эффективную дальность стрельбы до 3 км и прицельную дальность до 1000 м.

## Страны-эксплуатанты
- Российская империя
- Германия: трофейные пулемёты использовались в ходе Первой мировой войны.
- СССР
- Польша: в 1918—1920 годах некоторое количество русских пулемётов Максима обр. 1910 года (под наименованием Maxim wz. 1910) имелось на вооружении польской армии; после того, как в 1922 году в качестве штатного винтовочно-пулемётного боеприпаса был принят патрон 7,92×57 мм, некоторое количество пулемётов было переделано под этот патрон, они получили наименование Maxim wz. 1910/28 (в 1936 г. их имелось 1853, в 1937 г. 1852 продано Испании)[36]
- Финляндия: после провозглашения независимости Финляндии в 1918 году до 600 7,62-мм пулемётов Максима образца 1910 года поступило на вооружение формирующихся частей финской армии, ещё 163 продала Германия; они использовались под наименованием Maxim m/1910, в 1920-е годы пулемёты закупали за рубежом (так, в 1924 году — 405 закупили в Польше); в 1932 году на вооружение был принят модернизированный пулемёт Maxim M/32-33 с питанием от металлической ленты[37], часть пулемётов, установленных в дотах, снабжали принудительным водяным охлаждением ствола. К зиме 1939 года пулемёты Максима разных модификаций по-прежнему составляли подавляющую часть станковых пулемётов финской армии[34]. Они применялись в советско-финской войне 1939—1940 гг.[38] и «войне-продолжении» 1941—1944[34].
- Фэнтянская клика: в 1918—1922 гг. некоторое количество русских пулемётов «максим» обр. 1910 г. поступило на вооружение военизированных формирований в Китае (в частности, Чжан Цзолинь получил их у отступивших в северный Китай белоэмигрантов)[39]
- Царство Болгария: в 1921—1923 гг. некоторое количество русских 7,62-мм пулемётов Максима обр. 1910 года поступило в распоряжение болгарской армии после разоружения прибывших в Болгарию частей армии Врангеля. 16 марта 1945 года было подписано советско-болгарское соглашение о безвозмездной передаче Болгарии вооружения и военного имущества, в соответствии с которым до конца апреля 1945 года для 1-й болгарской армии из СССР были переданы первые 562 шт. пулемётов обр. 1910/30 года (получивших название «тежки картечници Максим Соколов»). После войны войска Болгарии получили из СССР дополнительное количество пулемётов этого типа[40]
- Вторая Испанская Республика: после начала в 1936 году войны в Испании, 3221 пулемёт был закуплен правительством Испанской республики[41].
- МНР
- Нацистская Германия: трофейные советские пулемёты Максима под наименованием sMG 216(r) применялись вермахтом и поступали на вооружение военизированных и охранно-полицейских формирований на оккупированной территории СССР.
- Чехословакия: в январе 1942 года первые 12 пулемётов Максима получил 1-й чехословацкий отдельный пехотный батальон, а в дальнейшем — и другие чехословацкие части[42].
- ПНР: в 1943 году советские пулемёты получила 1-я польская пехотная дивизия имени Т. Костюшко, а позднее — и другие польские части (в 1950 г. их имелось 2503)[43]
- Румыния — в 1944—1945 гг. некоторое количество пулемётов было передано на вооружение 1-й румынской пехотной дивизии им. Тудора Владимиреску[44], после окончания войны дополнительное количество было получено из СССР для румынской армии.
- Украина: по состоянию на 15 августа 2011 года, на хранении министерства обороны имелось 35 000 шт. пулемётов[45]; 8—9 октября 2014 отмечено использование добровольческими батальонами в ходе боёв за Донецкий аэропорт[46], в начале декабря 2014 ещё один пулемёт был изъят сотрудниками СБУ у сепаратистов в районе Славянска[47]. Пулемёты «Максим» образца 1910 года (выпущенные в 1944 году) применяются частями ВСУ, участвующими в войне на Донбассе[48][49].

## Пулемёт Максима образца 1910 года в сравнении с другими пулемётами
| Название                    | Страна                     | Патрон             | Длина, мм | Масса, кг       | Темп стрельбы, выстр/мин | Прицельная дальность стрельбы, м | Начальная скорость пули, м/с                      |
| --------------------------- | -------------------------- | ------------------ | --------- | --------------- | ------------------------ | -------------------------------- | ------------------------------------------------- |
| Пулемёт Максима обр 1910 г. | Российская империя, · СССР | 7,62×54 мм R       | 1067      | 64,3            | 600                      | 2000                             | 865 (пуля обр. 1908) 800 (тяжёлая пуля обр. 1931) |
| Пулемёт Шварцлозе           | Австро-Венгрия             | 8×50 мм R Манлихер | 945       | 41,4            | 400—580                  | 2000                             | 610                                               |
| MG 08                       | Германия                   | 7,92×57 мм         | 1190      | 64              | 500—600                  | 2400                             | 815                                               |
| Виккерс                     | Великобритания             | .303 British       | 1100      | 50              | 500—600                  | 2190 (2400 ярдов)                | 745                                               |
| Hotchkiss Mle 1914          | Франция                    | 8×50 мм R Лебель   | 1390      | 46,8 со станком | 500                      | 2000                             | 746                                               |
| Browning M1917              | США                        | 7,62×63 мм         | 1219      | 47              | 450                      | 1370                             | 854                                               |

## Отражение в культуре и искусстве
Пулемёт Максима упоминается во многих произведениях о событиях Первой мировой войны, Гражданской войны (фильмы «Тринадцать», «Чапаев» и др.), Второй мировой и Великой Отечественной войны.

## Гражданская версия
В 2013 году пулемёт Максима, без функции ведения автоматического огня, сертифицирован в России как охотничье нарезное оружие, продаётся по лицензии.